# Branislav Danilović
Branislav Danilović (cirill betűkkel: Бранислав Даниловић ; Belgrád, 1988. június 24. –) szerb labdarúgó.

## Pályafutása

### Klubcsapatokban
Branislav Danilović Szerbiában az FK Radban kezdte pályafutását, hazájában megfordult még a  Borcsa csapatában is. 2014-ben szerződött a Puskás Akadémiához, ahol 27 magyar élvonalbeli találkozón kapott szerepet. Innen a Videotonhoz került kölcsönbe, Fehérváron 25 NB I-es mérkőzés jutott neki a 2015–16-os szezonban.

### A válogatottban
Többszörös szerb utánpótlás válogatott.

## Sikerei, díjai

### Klubcsapatokkal
Diósgyőri VTK
- NB II bajnok: 2022–23

### A válogatottal
Szerb U19-es labdarúgó-válogatott
- U19-es labdarúgó-Európa-bajnokság csoportkör: 2007